# Phân biệt tuổi tác
Phân biệt tuổi tác (tiếng Anh: ageism, agism; Hán-Việt: 年齡歧視 / Niên linh kỳ thị) là một thuật ngữ mô tả hiện tượng phân biệt đối xử một người hay một nhóm người dựa trên tuổi tác của họ.